# (56629) 2000 KV
2000 كي في (ويعرف أيضًا باسم (56629) 2000 كي في وفق تسمية الكوكب الصغير) (بالإنجليزية: 2000 KV)‏ هو كويكب ضمن حزام الكويكبات؛ وترتيبه 56629 من حيث الاكتشاف.
اكتُشف هذا الجُرم الفلكي بواسطة Paul G. Comba ‏ في 25 مايو 2000.

## وصلات خارجية
- (56629) 2000 KV في قاعدة بيانات مختبر الدفع النفاث لأجرام النظام الشمسي الصغيرة

- الاكتشاف · مخطط المدار ·  العناصر المدارية · المعلمات المادية

- (56629) 2000 KV على موقع ويكي سكاي: DSS2, SDSS, GALEX, IRAS, Hydrogen α, X-Ray, Astrophoto, Sky Map, Articles and images